# Adelantos
Adelantos es el tercer disco demo del grupo musical argentino Callejeros.

## Historia
Hacia el año 2000, Callejeros se encontraba en crecimiento y nuevos temas comenzaban a sonar en sus recitales. A partir de esto y a tan solo un año de que saliera a la calle su primer disco oficial Sed, la banda decide editar su tercer y último demo titulado Adelantos el cual incluía temas que un año más tarde estarían entre las filas de Sed. El arte de tapa fue hecho por Daniel Cardel, conocido como Dany, quien ha realizado además todas las tapas de los discos oficiales de Callejeros hasta la fecha.
Este trabajo incluyó además un cover del tema de León Gieco "Pensar en nada". Este fue el último trabajo en el que participó el guitarrista Galgo, Guillermo Le Voci quien se despidió ese mismo año en un recital en el Teatro Del Plata de Capital Federal, siendo reemplazado por Elio Delgado quien con solo 16 años se convertía en el guitarrista principal de la banda. La formación que plasmo este demo ya contaba con la reciente incorporación de Maximiliano Djerfy también en guitarra. 
El trabajo fue editado en formato de casete, y grabado con una consola portaestudio de cuatro canales. Mezclado y masterizado en WC Recording Studio por Daniel Greco.

## Lista de canciones
Lado A:
1. «Rompiendo espejos»
2. «A tinto regalado»
3. «Palo Borracho»
4. «Teatro»

Lado B:
1. «Pensar en nada»
2. «Los invisibles»
3. «La buena vida»

## Personal
Formación que grabó Adelantos:
- Pato - Patricio Santos Fontanet (voz)
- Galgo - Guillermo Le Voci (guitarra eléctrica, acústica y coros)
- Edu Cabeza - Eduardo Vázquez (batería)
- Maxi - Maximiliano Djerfy (guitarra)
- Dios - Christian Eleazar Torrejón (bajo eléctrico)

- Arte de tapa: Daniel Cardel
- Técnico de Mezcla y masterización: Daniel Greco, WC Recording Studio
- Arreglos y Producción General: Callejeros